# Tony Lombardo (musicista)
Tony Lombardo (...) è un bassista statunitense.

## Biografia
È conosciuto per essere stato il primo bassista dei Descendents (e in alcune canzoni come It's a Hectic World anche il cantante), coi quali ha pubblicato gli album Milo Goes to College e I Don't Want to Grow Up. Subito dopo la pubblicazione del disco I Don't Want to Grow Up, lascia la band, senza partecipare al tour successivo, venendo sostituito dall'ex-bassista degli Anti Doug Carrion. Dopo i Descendents si unisce ai Nuclear Bob ed in seguito agli Spiffy. Nel 1996 si unisce a Milo Aukerman, Bill Stevenson ed al chitarrista originario Frank Navetta per un tour in occasione della riunione dei Descendents.

## Discografia
| Data | Titolo                  | Etichetta            | Gruppo      |
| 1982 | Milo Goes to College    | New Alliance Records | Descendents |
| 1985 | I Don't Want to Grow Up | SST Records          | Descendents |